# Maria Magdalena de’ Pazzi

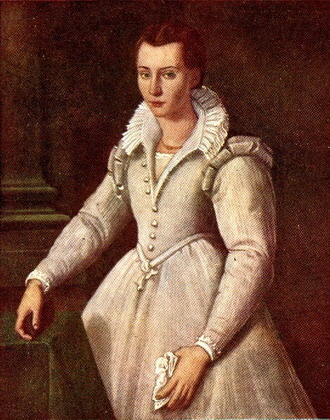
Maria Magdalena de’ Pazzi

Maria Magdalena de’ Pazzi, geboren als Caterina Lucrezia de’ Pazzi (Florence, 2 april 1566 – aldaar, 25 mei 1607) was een lid van de Pazzi familie, die door haar devote leven als karmelietes in 1669 heilig verklaard werd door paus Clemens IX.

## Biografie
De' Pazzi werd geboren in Florence op 2 April 1566, zij werd de volgende dag, op 3 April, gedoopt in het baptisterium van Florence. Ze werd opgeleid in het klooster van San Giovanni dei Cavaleiri van de zusters van de orde van Malta. De ouders van De' Pazzi wouden dat zij zou gaan trouwen maar zelf koos ze voor een leven als non. Op 16-jarige leeftijd trad De' Pazzi toe tot het Karmelietessenklooster Santa Maria degli Angeli in Florence. Zij koos voor dit klooster omdat (het toen zeldzame gebruik van) de dagelijkse communie daar werd beoefend.
Tijdens haar verblijf in het klooster ontving zij vele mystieke ervaringen en extases, die vastgelegd werden in het werk “De Veertig Dagen” (Italiaans: I quaranti giorni). Tijdens een van haar extases had ze een visioen van de jonggestorven Jezuïtenheilige Aloysius Gonzaga in de hemel. Ook beleefde ze 5 jaar van beproevingen en verleidingen waarin ze geen mystieke ervaringen beleefde. Van haar is bekend, dat zij er een zeer sobere levensstijl op nahield en gekweld werd door haar ziektes. Op latere leeftijd zou zij ook de stigmata ontvangen hebben. Ze overleed op 41-jarige leeftijd. 
In September 1668 werd ze heiligverklaard door paus Clemens IX op speciaal verzoek van veel Katholieken en in het bijzonder, de Heilige Roomse keizer Leopold I, de koningin van Frankrijk, Maria Theresia van Oostenrijk, en Aartshertog Ferdinand II. Haar onaangetaste lichaam bevindt zich in het Santa Maria degli Angeli klooster.
Maria Magdalena de’ Pazzi’s naamdagen zijn 25, 27 en 29 mei. Zij is patrones van Florence, Napels, Parma, Bastia, en Palermo. In november 2004 werd zij door paus Johannes Paulus II als voorbeeld voor de Katholieke Kerk gesteld.